# Tianxin
Tianxin léase Tián-Sín (en chino:天心区, pinyin:Tiānxīn qū) es un  distrito urbano bajo la administración directa de la ciudad-prefectura de Changsha. Se ubica al este de la provincia de Hunan, sur de la República Popular China. Su área es de 74 km² y su población total para 2016 fue de 604 600 habitantes.

## Administración
El distrito de Tianxin se divide en 14 pueblos que se administran en subdistritos.